# CL-628
La CL-628 es una carretera autonómica de Castilla y León, que une los municipios burgaleses de Villarcayo y Medina de Pomar. 

## Futuras mejoras
Dentro del Plan de Carreteras 2008-2020 de la Junta de Castilla y León, se tiene proyectada la construcción de una nueva autovía paralela al trazado de esta carretera. El estudio contempla un trazado de 7,7 km con un presupuesto inicial de 27 millones de euros.
Varias voces se han alzado en contra de esta autovía, ya que además de que el tráfico actual no justifica un nuevo trazado, tendría un impacto ambiental fuerte sobre terrenos agrícolas de la zona.